# Vanwall
Vanwall va ser una escuderia automobilística present a la Fórmula 1 a la dècada dels anys 1950. El nom Vanwall neix de la combinació del nom del seu propietari Tony Vandervell i del producte més conegut de les seves empreses: coixinets llisos de paret prima per a motors ("Thin-Wall bearings" en anglès). Els que van entre biela i cigonyal, o entre cigonyal i suports de cigonyal.
Tony Vandervell inicialment va donar suport a l'equip British Racing Motors, també conegut com a BRM, que va participar en diverses competicions amb versions modificades de cotxes Ferrari sota el nom de "Thinwall Special".
Els primers cotxes Vanwall es van denominar Vanwall Specials i van ser construïts per adaptar-se a les regles de la Fórmula 1 de 1954. El xassís fou dissenyat per Owen Maddock i construït per Cooper Car Company.
Els motors de dos litres van ser dissenyats per l'enginyer de Norton Leo Kuzmicki, y eren essencialment dos motors de motos Norton de 500cc convertits en un únic motor. L'enginy fou presentat al Gran Premi de Gran Bretanya de 1954. El desenvolupament va continuar fins que es va obtenir un motor de 2,5 litres. Vanwall va córrer dos anys seguits sense gaire èxit. Aquesta època es va acabar quan es va decidir que el xassís no estava a l'altura del motor i es va contractar el jove dissenyador de cotxes Colin Chapman per millorar el xassís.
Els nous cotxes dissenyats per Chapman (en col·laboració amb Frank Costin, responsable de l'aerodinàmica) es van mostrar competitius el 1956 en guanyar una carrera no valida pel campionat de F1 a Silverstone. A l'any següent (1957), Stirling Moss es va incorporar com a pilot, així com Tony Brooks i Stuart Lewis-Evans. La primera victòria a la Fórmula 1 la van obtenir al Gran Premi d'Itàlia del 1957 i just després al Gran Premi de Pescara.
L'any 1958, l'equip va guanyar sis curses vàlides pel campionat, fet que el va convertir en el primer equip a guanyar el campionat de constructors de la Fórmula 1. El campionat de pilots però, fou guanyat per Mike Hawthorn amb només un punt d'avantatge amb Stirling Moss. Lamentablement, durant l'última carrera de la temporada al Gran Premi del Marroc del 1958, Lewis-Evans va tenir un greu accident que li va causar la mort pocs dies després.
Aquest fet, junt amb els problemes de salut de Vandervell van fer decaure l'equip i ja no va tornar a guanyar cap més competició.
L'últim Vanwall en competir fou una màquina produïda per a la fórmula intercontinental del 1961. Però el públic ja no es va interessar per la competició, les inversions van minvar del tot i el cotxe ja no va evolucionar més.

## Palmarès
Campionats del món de constructors :  1
Campionats del món de pilots :  0
Victòries : 9
Podis :  13
Poles : 8